# Harriet Howard
Ne doit pas être confondu avec Henrietta Howard.
Pour les articles homonymes, voir Howard.
Harriet Howard, née Elizabeth Ann Haryett, née le 13 août 1823 à Brighton et morte le 19 août 1865 à La Celle-Saint-Cloud, est une actrice et femme du monde britannique.
Maîtresse de Louis-Napoléon Bonaparte, elle est son principal soutien financier avant qu'il ne devienne le premier président de la République française.

## Biographie

### Londres
Elizabeth Ann Haryett est la fille d'un maître bottier-cordonnier et la petite-fille du propriétaire du Castle Hotel à Brighton. À quinze ans, elle s'enfuit avec Jem Mason, un jockey bien connu, pour vivre avec lui à Londres. Étant sa maîtresse et une actrice débutante, elle prend le nom de scène d'Harriet Howard, tout en étant connue sous le nom de Miss Howard. À dix-huit ans, son amant suivant est le Major Mountjoy Martyn, un homme marié du régiment des Life Guards. Miss Howard lui donne un fils, Martin Constantin Haryett, né à Londres le 16 août 1842, qui, à son baptême, est présenté comme le fils de ses parents à elle. Reconnaissant, le major Martyn les place sur son testament, leur léguant sa fortune.
Au cours d'une réception donnée par Lady Blessington en 1846, Miss Howard rencontre Louis-Napoléon Bonaparte, prétendant au trône de France, mais à l'époque exilé à Londres. Ils habitent ensemble. Avec sa fortune, elle finance ses efforts et ses conspirations pour retourner en France. Napoléon emmène avec lui ses deux fils (Alexandre Louis Eugène et Louis Ernest Alexandre, nés d'une relation lorsqu'il est emprisonné au fort de Ham), et ils sont éduqués avec Martin, le fils de Miss Howard.

### Paris
Après la Révolution de 1848, Louis-Napoléon Bonaparte retourne en France où il se fait élire député puis président de la République, sa campagne ayant été largement financée par sa maîtresse,,.
Miss Howard et les trois garçons déménagent rue du Cirque, une rue adjacente au palais de l'Élysée, où, en tant que maîtresse, elle reste dans l'ombre. Elle a une ennemie jurée en la personne de la cousine de Napoléon, la princesse Mathilde, à qui il a été fiancé auparavant (1836), et qui lui apporte, elle aussi, un soutien financier. Miss Howard continue à soutenir ses aspirations à devenir empereur et finance en grande partie son coup d'État du 2 décembre 1851. Un an plus tard, à la suite d’un plébiscite, il devient Napoléon III, empereur des Français. Bientôt, il se met à la recherche d'une épouse qui puisse devenir impératrice, et Miss Howard se retrouve mise de côté. Napoléon, après avoir été rejeté par la princesse Caroline de Vasa, fille du prétendant au trône de Suède - et donc de sang royal - mais aussi cousine de Napoléon III, étant une petite-fille de la grande-duchesse de Bade Stéphanie de Beauharnais, puis par d’autres membres de la noblesse, choisit une Espagnole, Eugénie de Montijo. Lorsque Napoléon annonce son mariage, Miss Howard est envoyée préalablement au Havre pour une prétendue mission en Angleterre. En son absence, des sbires de la police saccagent son logement et emportent toutes les lettres personnelles que Louis-Napoléon lui a écrites.

### Comtesse de Beauregard

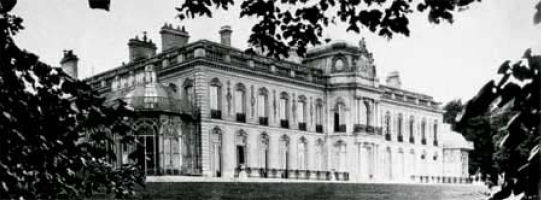
Le château de Beauregard, à La Celle-Saint-Cloud, photographié en 1872 alors qu'il est la propriété du baron Maurice de Hirsch.

La fortune de Miss Howard est rebâtie lorsque Napoléon, devenu empereur sous le nom de Napoléon III, lui rembourse ses dettes. Elle reçoit le titre de comtesse de Beauregard du nom du château de Beauregard qu’elle possède sur les hauteurs de La Celle-Saint-Cloud. Après six mois de mariage, Napoléon reprend sa relation avec elle. Mais l'impératrice lui interdit de la revoir. Il doit renoncer à cette relation pour se consacrer à sa femme dans le but d'engendrer un héritier.
En 1854, Miss Howard se marie au capitaine Clarence Trelawny, un éleveur de chevaux qui utilise son argent pour ses affaires. Les deux fils de Napoléon qu'elle a élevés retournent avec leur mère. Cependant, le mariage d'Harriet et de Clarence est difficile et ne dure pas – ils divorcent en 1865 et elle meurt dans son château la même année, le 19 août 1865 à 18 h 30.
Sa relation avec son fils Martin est aussi difficile. Ainsi, à son 21e anniversaire, il lui demande publiquement : « Maintenant que je suis adulte, Mère, ne me diras-tu pas qui était mon père ? » Martin reçoit plus tard le titre de comte de Béchevet de la part de Napoléon III. Il se marie en 1867 dans la noblesse hongroise avec Marianne Caroline Joséphine Csúzy de Csúz et Puszta-Szent-Mihály et a quatre enfants, Anne Haryett de Béchevet (1867), Gisèle Charlotte Haryett de Béchevet (1868), Richard Martyn Haryett de Béchevet (1870), et Roland Haryett de Béchevet (1871). Lorsque Martin meurt le 22 août 1907, son fils Richard hérite de son titre,. Face à de lourds soucis financiers, Martin avait hypothéqué puis vendu à la duchesse de Bauffremont le domaine de Beauregard en janvier 1870, pour la somme de 784 000 francs-or.
Miss Howard est enterrée, aux côtés de son fils, au cimetière du Chesnay, situé à moins de 900 mètres de son château, aujourd'hui presque totalement détruit.